# Quad City Riverhawks
I Quad City Riverhawks sono stati una società di pallacanestro statunitense con sede a Moline, nell'Illinois.
Nacquero nel 2006 come membri della ABA 2000. Terminarono il campionato vincendo la Central Division. Nei play-off persero la semifinale di conference con i Texas Tycoons.
La stagione successiva si trasferirono nella neonata PBL, dove vinsero la Western Division. Persero la finale di conference con gli Arkansas Impact.
A settembre del 2008 annunciarono che avrebbero saltato la stagione PBL 2009, ma di fatto non ripresero più le operazioni.

## Stagioni
| Stagione | Lega     | Denominazione        | V  | P | %    | Piazzamento | Play-off                 |
| -------- | -------- | -------------------- | -- | - | ---- | ----------- | ------------------------ |
| 2006-07  | ABA 2000 | Quad City Riverhawks | 22 | 7 | 75,9 | 1º          | Semifinale di conference |
| 2008     | PBL      | Quad City Riverhawks | 15 | 5 | 75,0 | 1º          | Finale di conference     |